# سنجرج (المنيا)
قرية سنجرج  هي إحدي القرى التابعة لمركز ملوى بمحافظة المنيا في جمهورية مصر العربية. حسب إحصاءات سنة 2006، بلغ إجمالي السكان في سنجرج 10644 نسمة، منهم 5494 رجل و5150 امرأة.